# 悪王寺
悪王寺（あくおうじ）は、富山県富山市の町名である。熊野地区センターが所在している。

## 概要
熊野地区センターがある、地区の行政中心地である。

## 歴史
- 1889年（明治22年）4月1日 - 町村制施行に伴い上新川郡悪王寺村、島田村、小中村、杉瀬村、下千俵村、陀羅尼寺村、金屋村、吉岡村、経力村、宮保村、森田村、上石田村、古上野村、林崎村、青柳新村、牧田村、江本村、下熊野村（一部）、安養寺村（一部）、辰尾村（一部）、上熊野村（一部）、辰尾新村（一部）が合併し、熊野村が発足。

- 1955年（昭和30年）4月1日 - 上新川郡新保村、熊野村、月岡村が合併し、富南村が発足。
- 1960年（昭和35年）10月1日 - 富山市に編入。

## 施設
- 熊野地区センター
- 富山市立熊野小学校

## 参考出典
『富山県の地名』平凡社